# Liste des maires de Carmaux
Cet article dresse une liste par ordre de mandat des maires de Carmaux.

## Liste des maires

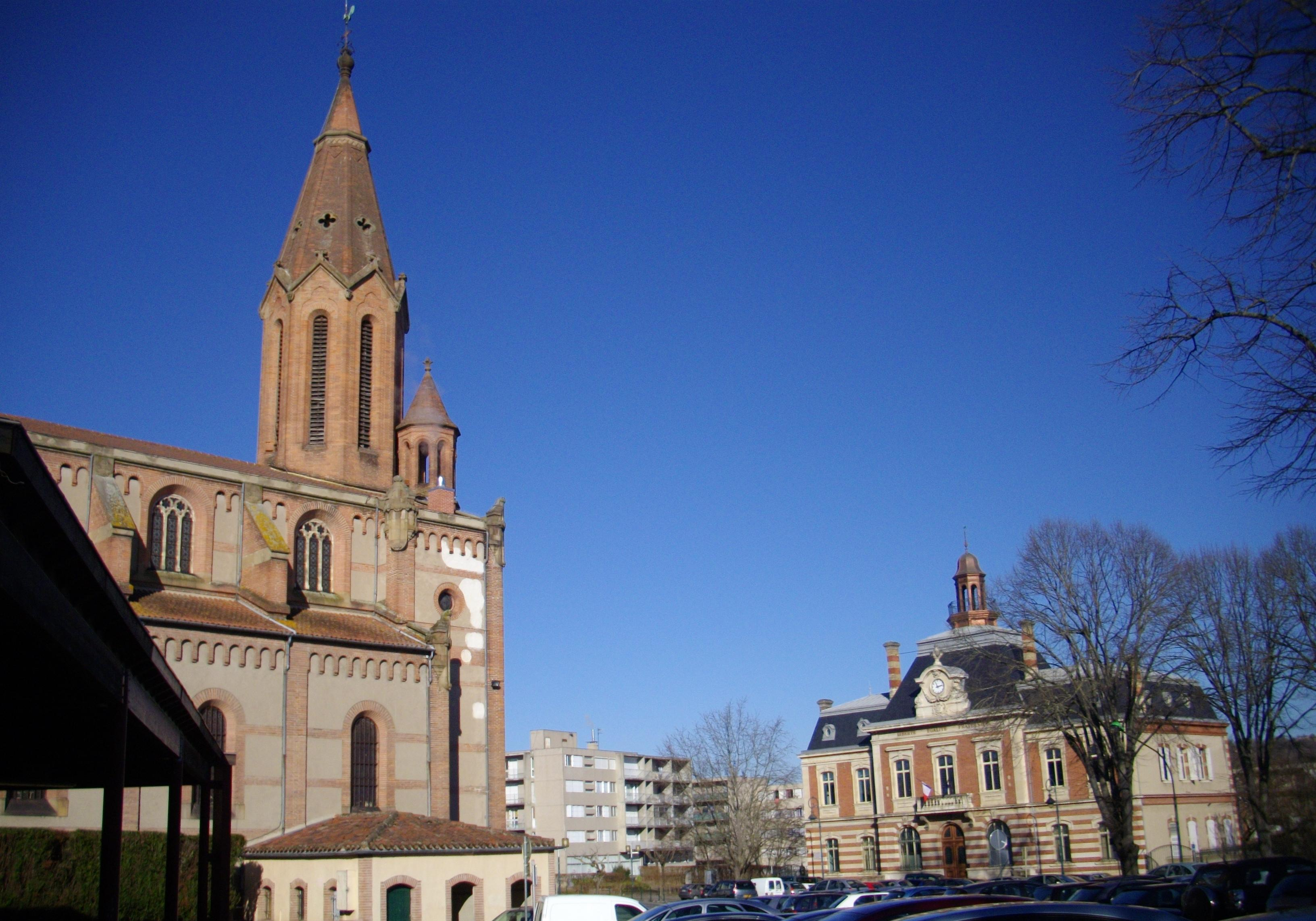
L'hôtel de ville de Carmaux.

| Période                                                     | Période          | Identité                     | Étiquette          | Qualité                                                                                   |
| ----------------------------------------------------------- | ---------------- | ---------------------------- | ------------------ | ----------------------------------------------------------------------------------------- |
| Les données manquantes sont à compléter.                    |                  |                              |                    |                                                                                           |
| mars 1790                                                   | novembre 1790    | Jean-Baptiste Besses         |                    |                                                                                           |
| novembre 1790                                               | novembre 1791    | Alexis Toulze                |                    |                                                                                           |
| novembre 1791                                               | novembre 1792    | André Vabré                  |                    | Exploitant d'une mine à la Tour                                                           |
| 2 décembre 1792                                             | 1795 an III      | Théodore Fastré              |                    | Ancien directeur des mines (1754-1787)                                                    |
| 20 fructidor an III                                         | brumaire an IV   | Jacques Galibert             |                    | Entrepreneur de travaux publics                                                           |
| 20 brumaire an IV                                           | nivôse an IV     | Jacques Chappa fils          |                    | Verrier souffleur Président de l'administration municipale                                |
| 20 nivôse an IV                                             | pluviôse an VI   | Lambert Serres               |                    | Arpenteur géomètre                                                                        |
| 3 pluviôse an VI                                            | floréal an VI    | Antoine Laporte              |                    |                                                                                           |
| floréal an VI                                               | prairial an VIII | Antoine Alauzet              |                    |                                                                                           |
| 30 prairial an VIII                                         | janvier 1808     | Jean-Pierre Laporte          |                    | Propriétaire                                                                              |
| 29 janvier 1808                                             | décembre 1816    | Jacques Chappa               |                    | Ancien verrier souffleur                                                                  |
| 10 décembre 1816                                            | juillet 1821     | Jacques Chappa               |                    | Ancien verrier souffleur                                                                  |
| 17 juillet 1821                                             | septembre 1830   | Claude Damien Paliès         |                    | Avocat à la Tour                                                                          |
| 16 septembre 1830                                           | décembre 1831    | Pierre Louis Veyrac          |                    | Maire provisoire                                                                          |
| 29 décembre 1831                                            | décembre 1834    | Pierre Louis Veyrac          |                    |                                                                                           |
| 28 décembre 1834                                            | 24 mars 1858     | Gabriel Paliès               |                    | Propriétaire, caissier de la compagnie des mines                                          |
| 11 avril 1858                                               | septembre 1860   | Louis (Marc Auguste) Veyrac  |                    |                                                                                           |
| 9 septembre 1860                                            | août 1865        | Louis (Marc Auguste) Veyrac  |                    |                                                                                           |
| 15 août 1865                                                | mai 1871         | Jean Camboulives             |                    | Médecin de la compagnie des mines                                                         |
| 8 mai 1871                                                  | mai 1876         | Jean Camboulives             |                    | Suppléé par Jean-Joseph Marre                                                             |
| 21 mai 1876                                                 | janvier 1881     | Jean Camboulives             |                    |                                                                                           |
| 23 janvier 1881                                             | mai 1884         | Melchior Groc                |                    | Notaire                                                                                   |
| 18 mai 1884                                                 | mai 1885         | Jean Baptiste Casimir Toulze |                    | Négociant                                                                                 |
| 3 mai 1885                                                  | mai 1888         | Maurice Gil                  |                    | Négociant                                                                                 |
| 20 mai 1888                                                 | mai 1892         | Melchior Groc                |                    | Notaire                                                                                   |
| 15 mai 1892                                                 | janvier 1895     | Jean-Baptiste Calvignac      |                    | Ouvrier ajusteur aux ateliers de la mine en congé long                                    |
| 6 janvier 1895                                              | mai 1896         | Jean-François Mazens         |                    |                                                                                           |
| 17 mai 1896                                                 | 6 septembre 1896 | Jean-Baptiste Calvignac      |                    | Ouvrier ajusteur en congé long                                                            |
| 6 septembre 1896                                            | avril 1897       | Marius Saurou                |                    |                                                                                           |
| avril 1897                                                  | décembre 1900    | Jean Calmettes               |                    |                                                                                           |
| 1900                                                        | 1930             | Jean-Baptiste Calvignac      | SFIO               | Ouvrier ajusteur en congé long                                                            |
| 5 janvier 1930                                              | 1941             | Louis Fieu                   | SFIO               | Député du Tarn                                                                            |
| 1941                                                        | août 1944        | Louis Fieu                   | SFIO               | Délégation gouvernement Vichy                                                             |
| août 1944                                                   | avril 1945       | Fernand Berton               | SFIO               | Président de la délégation spéciale                                                       |
| 17 mai 1945                                                 | 17 mai 1945      | Augustin Malroux             | SFIO               | Député du Tarn                                                                            |
| mai 1945                                                    | octobre 1947     | Jean Vareilles               | SFIO               | Instituteur (professeur des écoles) Conseiller général (conseiller départemental) du Tarn |
| octobre 1947                                                | mars 1977        | Jean Vareilles               | PS                 | Instituteur (professeur des écoles) Conseiller général (conseiller départemental) du Tarn |
| mars 1977                                                   | avril 1997       | Jacques Goulesque            | PS                 | Instituteur (professeur des écoles) Conseiller général (conseiller départemental) du Tarn |
| 14 avril 1997                                               | mars 2008        | René Frayssinet,             | PS                 | Enseignant en collège Conseiller régional de Midi-Pyrénées (2004-2010)                    |
| mars 2008                                                   | juillet 2020     | Alain Espié,                 | PS                 | Cadre à EDF                                                                               |
| juillet 2020 Election municipale partielle : Réélu en 2021. | En cours         | Jean-Louis Bousquet          | SE Sensibilité DVG | Retraité ex Professeur d'Université et Lycée                                              |